# Distretto di San José de Sisa
Il distretto di San José de Sisa è uno dei cinque  distretti della provincia di El Dorado, in Perù. Si trova nella regione di San Martín e si estende su una superficie di 299,9 chilometri quadrati.

Istituito il 25 novembre 1876, ha per capitale la città di San José de Sisa; al censimento 2005 contava 12.113 abitanti.